# Nécropole nationale de Dormans
De Nécropole nationale de Dormans is een militaire begraafplaats met gesneuvelden uit de Eerste Wereldoorlog, gelegen in de Franse gemeente Dormans in het departement Marne). De begraafplaats ligt 820 m ten noordoosten van het centrum van de gemeente. Ze heeft een rechthoekig grondplan met een oppervlakte van 11.217 m².
Op het begraafplaats bevindt zich een deel met Franse gesneuvelden uit de Eerste en Tweede Wereldoorlog, een deel met Britse graven uit de Eerste Wereldoorlog, onder de naam Dormans French National Cemetery en een deel met Duitse graven uit de Eerste Wereldoorlog, onder de naam Deutscher Soldatenfriedhof Dormans.

## Geschiedenis
De begraafplaats werd in 1918 aangelegd om de gesneuvelden uit Igny-Comblizy, Vandières, Anthenay en Soilly te begraven. Na de oorlog werd ze nog uitgebreid met graven uit het omliggende slagveld, waarna ze in 1920 werd afgewerkt. In 1975 werd de begraafplaats gerenoveerd.

## Franse graven
Er worden 2.007 Franse gesneuvelden herdacht waarvan er 661 in twee massagraven begraven liggen.
- Er liggen 1.290 individuele Franse graven en 661 doden (waarvan slechts 18 geïdentificeerde) in twee massagraven.
- Er liggen 34 graven van Franse gesneuvelden uit de Tweede Wereldoorlog.

## Britse graven
Op het begraafplaats bevinden zich 22 Britten begraven waarvan er 10 niet meer geïdentificeerd konden worden. Zij sneuvelden in de maanden mei, juni en juli 1918 bij gevechten tijdens het geallieerde eindoffensief aan de Marne. De Britse slachtoffers werden hier na de wapenstilstand bijgezet. Een van hen werd overgebracht vanuit de gemeentelijke begraafplaats van Dormans. De meeste liggen in een rij dicht bij de westelijke hoek van de begraafplaats en 2 liggen tussen de Franse graven.
Hun graven worden onderhouden door de Commonwealth War Graves Commission, die dit deel van de begraafplaats heeft ingeschreven als Dormans French National Cemetery.

### Onderscheiden militairen
- Edmund William Furse was luitenant-kolonel bij de Royal Field Artillery en is de hoogste in rang bij deze slachtoffers. Hij werd onderscheiden met de Ordre national de la Légion d'honneur en sneuvelde op 19 mei 1918.
- Benjamin Eastwood, kapitein bij het Gloucestershire Regiment is drager van het Military Cross (MC). Hij sneuvelde op 30 mei 1918.

## Duitse graven
Het Deutscher Soldatenfriedhof Dormans is het deel van de begraafplaats voor Duitse militaire graven met gesneuvelden uit de Eerste Wereldoorlog.
Er worden 1.931 Duitse soldaten herdacht waarvan er 971 in individuele graven liggen. Zeven van hen konden niet geïdentificeerd worden. In 2 massagraven liggen 960 slachtoffers waarvan slechts 96 namen bekend zijn. Deze namen staan op 10 stenen platen vermeld.
De begraafplaats werd eind juli 1918 door de Franse militaire autoriteiten aangelegd om zowel de Franse als de Duitse gesneuvelde soldaten te begraven. Deze doden waren het slachtoffer van de gevechten tijdens de Duitse opmars in augustus en september 1914 en de daaropvolgende Eerste Slag bij de Marne.
Op 27 mei 1918 begonnen de Duitsers Operatie Blücher-Yorck, een offensief (als onderdeel van hun lenteoffensief) waarbij ze na drie dagen Dormans bereikten. Ondanks verschillende pogingen konden ze de Marne niet oversteken. Op 18 juli 1918 voerden de geallieerde troepen vanuit het bos van Villers-Cotterêts een tegenaanval uit waardoor de Duitse troepen zich moesten terugtrekken. De meerderheid van de hier begraven slachtoffers vielen gedurende deze strijd.
In 1922 werden nog gesneuvelden vanuit 33 omliggende locaties naar hier overgebracht.
Na het sluiten van het Frans-Duitse oorlogsgravenverdrag van 19 juli 1966 kon een aanvang gemaakt worden met de definitieve aanleg en onderhoud van de begraafplaats. In 1972 werden de tijdelijke houten grafkruisen vervangen door de huidige natuurstenen exemplaren waaronder 2 tot 4 doden begraven liggen.